# 羅伯托·吉米內茲
羅伯托·吉米內茲·加戈（西班牙語：Roberto Jiménez Gago；1986年2月10日—）是一位西班牙足球運動員，場上司职守門員，現效力於西甲球隊華拉度列。